# Pomadasys punctulatus
Pomadasys punctulatus är en fiskart som först beskrevs av Ruppell, 1838.  Pomadasys punctulatus ingår i släktet Pomadasys och familjen Haemulidae. Inga underarter finns listade i Catalogue of Life.